# Вільям Петті
Сер Вільям Петті (26 травня 1623 — 16 грудня 1687) — англійський економіст, лікар, учений та філософ. Він уперше став видатним службовцем Олівера Кромвеля та Співдружності в Ірландії, розробив ефективні методи обстеження землі, яка мала бути конфіскована і передана солдатам Кромвеля. Він також залишався значною фігурою за часів короля Карла II та короля Якова II, як і багато інших, які служили Кромвелю.
Короткий час Петті був членом парламенту Англії, а також був ученим, винахідником і торговцем, статутним членом Королівського товариства. Однак найбільший внесок він зробив саме до економічної теорії та методів політичної арифметики (економічної статистики), і саме йому приписують філософію невтручання уряду в економіку — «laissez-faire». Він був посвячений у лицарі 1661 року. Був прадідом 1-го маркіза Ленсдауна (більш відомого в історії як 2-го графа Шелберна), який був прем'єр-міністром Королівства Великої Британії, 1782—1783.

## Життя та вплив
Петті народився та похований у Рамсі, був другом Семюеля Пепіса. Петті став одним із засновників Королівського товариства.
Найменш відомий економічною історією та статистичними працями до Адама Сміта. Особливий інтерес викликали його спроби статистичного аналізу. Роботи Петті з політичної арифметики разом із працями Джона Граунта заклали основу сучасних методів перепису населення. Ця робота зі статистичного аналізу, розвинена такими авторами, як Джосія Чайлд, задокументувала деякі з перших викладів сучасного страхування. Вернон Луїс Перрінгтон відзначає його як першого представника трудової теорії вартості, обговорюваної в Трактаті про податки 1692 р.
1858 року Генрі Петті-Фіцморіс, 3-й маркіз Ленсдауна, один із нащадків Петті, встановив меморіал із портретом Петті в абатстві Рамсі. Його текст містить такі слова: «Справжній патріот і здоровий філософ, який своїм потужним інтелектом, своїми науковими працями та невтомною працьовитістю став благодійником своєї сім'ї та окрасою для своєї країни». На монументальній плиті на підлозі південного хорового проходу абатства написано «ТУТ ЛЕЖИТЬ СІР ВІЛЬЯМ ПЕТІ». Він також встановив пам'ятник Ленсдауне (англ. Lansdowne Monument) на Черхіллі-Даун у Уілтширі.
Петті був професором музики, перш ніж навчатися у блискучого Томаса Гоббса з Оксфордського та Кембриджського університету. Петті прийшов до конкурентного погляду на економіку «Laissez-faire» у часи великих можливостей, які відкривалися завдяки тогочасному зростанню Британської імперії. Політика «Laissez-faire» прямо контрастувала з соціальним договором його керівника Гоббса, розробленим на основі досвіду Гоббса під час найбільшої депресії в історії Великої Британії — «Загальної кризи» (англ. General Crisis, фр. Crise générale).

### Раннє життя
Батько й дід Петті торгували тканиною. Він був розвинутим і розумним хлопцем і 1637 року став юнгою, але був списаний на берег у Нормандії після того, як зламав ногу на борту. Після цієї невдачі він подав документи латинською мовою для навчання в єзуїтів у Кані, підтримуючи себе викладанням англійської мови. Через рік він повернувся до Англії з глибокими знаннями латини, грецької, французької, математики та астрономії.
Після безцінного періоду у флоті Петті поїхав навчатися в Голландію 1643 року, де він зацікавився анатомією. Через професора англійської мови в Амстердамі він став особистим секретарем Гоббса, що дало йому змогу спілкуватися з Декартом, Гассенді та Мерсенном. 1646 року він повернувся до Англії й, розробивши інструмент з подвійним письмом, з невеликим успіхом у продажах, вивчав медицину в Оксфордському університеті . Він подружився з Хартлібом і Бойлем і став членом Оксфордського філософського клубу .

### Академік та геодезист
До 1651 року Петті був інструктором з анатомії в коледжі Бразнозе, Оксфорд, заступником Томаса Клейтона молодшого . Він був одним із лікарів, які брали участь у лікуванні Анни Грін (англ. Anne Greene), жінки, яка пережила власне повішення і була помилувана, оскільки її виживання вважали актом божественного втручання. Про подію тоді писали широко, і вона допомогла побудувати кар'єру та репутацію Петті. Він також був професором музики Грешама в Лондоні.

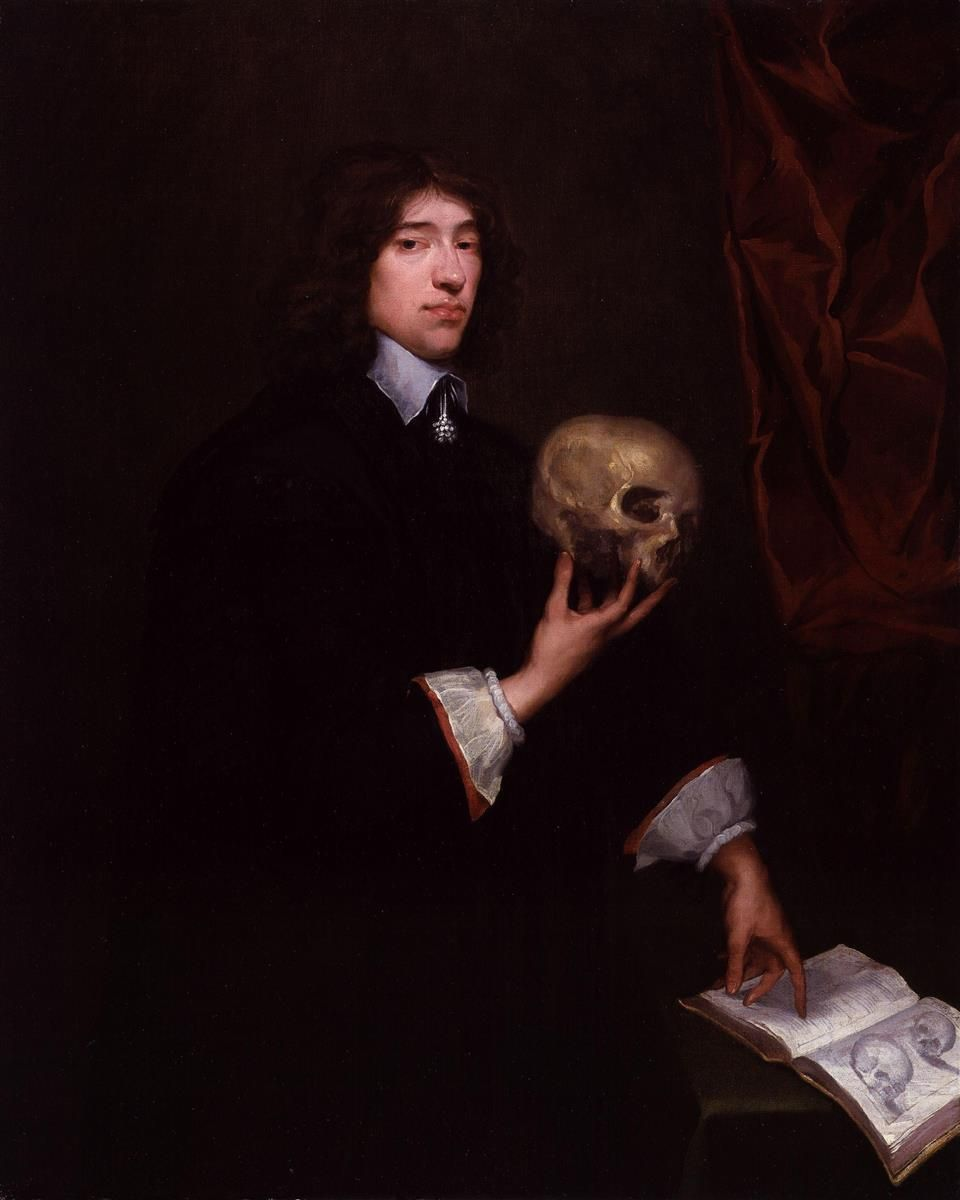
Вільям Петті, бл. 1650.

1652 року він виїхав у відпустку і поїхав з армією Олівера Кромвеля в Ірландію, як генеральний лікар. Його протидія звичайним університетам, відданість «новій науці», натхненній Френсісом Беконом і передана його вищезгаданими знайомими, можливо, відштовхнула його від Оксфорда. Можливо, його притягнуло до Ірландії почуття амбіцій та бажання багатства та влади. Його широта інтересів була такою, що він успішно уклав контракт на землеустрій Ірландії 1654 року, щоб ті, хто позичив кошти армії Кромвеля, могли бути погашені землею-засіб забезпечення самофінансування армії. Це величезне завдання він виконав 1656 року і став відомий як опитування Дауна, пізніше опубліковане (1685) як Hiberniae Delineatio . Як винагороду він придбав приблизно 30 000 акрів (120 км2) у Кенмаре, на південному заході Ірландії, та £ 9000. Ця особиста вигода для Петті призвела до тривалих судових справ за звинуваченням у хабарництві та порушенні довіри, аж до його смерті.
Повернувшись до Англії, як прихильник Кромвеля, він успішно балотувався до парламенту 1659 року від Західного Лу .

### Натурфілософ
Незважаючи на свої політичні погляди, Петті був прихильником Реставрації 1660 року, хоча він втратив частину своїх ірландських земель. Під час їхньої першої зустрічі Чарльз II відкинув вибачення Петті за його попередню підтримку Кромвеля, «здавалось, вважав їх непотрібними», і замість цього обговорив свої експерименти щодо механіки судноплавства.
1661 року він був обраний депутатом від Inistioge в парламенті Ірландії. 1662 року він був прийнятий в статут члена Королівського товариства того ж року. Цього року він  написав свою першу працю з економіки — «Трактат про податки та внески» . Петті зарахував до своїх численних наукових інтересів морську архітектуру: він переконався у перевазі човнів з двома корпусами, хоча вони не завжди були успішними; експериментальне судно досягло Порту 1664 р., але затонуло на зворотному шляху.

### Ірландія та подальше життя
Петті був посвячений у лицарі 1661 року Карлом II і повернувся до Ірландії 1666 року, де він прожив більшу частину наступних двадцяти років.
Події, які перенесли його з Оксфорда в Ірландію, ознаменували зміну його інтересів від медицини та фізичних наук до суспільних наук, і Петті залишив усі свої посади в Оксфорді. Суспільні науки стали тією сферою, яку він вивчав до кінця свого життя. Його головним інтересом стало процвітання Ірландії, його роботи описують цю країну і пропонують багато засобів для подолання її тодішнього відсталого стану. Він допоміг заснувати Дублінське товариство 1682 року. Повернувшись зрештою до Лондона 1685 року, він помер 1687 року. Похований у абатстві Рамсі.
Він оцінив своє життя з гіркотою. Він піднявся зі скромного походження, щоб змішатися з інтелектуальною елітою, і в 35 був дуже багатою людиною та провідним представником «прогресивних наук». Та все ж він був невпевнений у своїх земельних володіннях, і його амбіції отримати важливі політичні посади залишалися розчарованими. Можливо, він очікував, що астрономічний підйом, який він відчув у перші роки, продовжиться протягом усього його життя. Сучасники описували його, однак, як гумористичного, добродушного та раціонального.

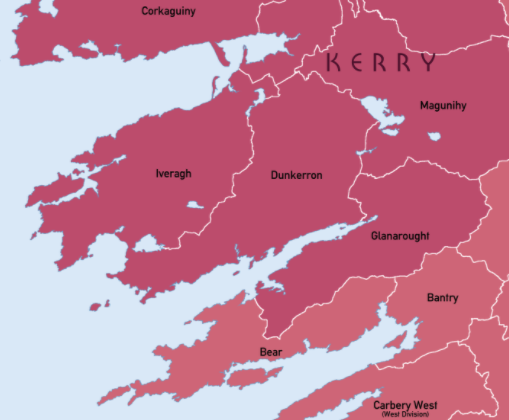
Баронети Петті в Керрі

Петті заволодів трьома бароніями Івераг, Гленароуд і Данкеррон у графстві Керрі . Незабаром він став проєктантом, розробляючи масштабні плани щодо металургії та рибальства на своїх значних маєтках у Керрі . Хоча він мав великі очікування від застосування своїх наукових методів для вдосконалення, практичних наслідків це мало. Він розпочав із застосування своєї політичної арифметики до власних маєтків: обстежив населення та худобу, щоб розвинути розуміння потенціалу земель. Залізобудівний завод був створений 1660 р.

## Сім'я
Вільям Петті одружився з Елізабет Воллер 1667 року, дочкою царевбивці сера Гардресса Воллера (чиє життя було врятоване після реставрації) і Елізабет Dowdall. Раніше вона була одружена з сером Морісом Фентоном, який помер 1664 року. Вона отримала титул баронеси Шелберн довічно. У них було троє дітей:
- Чарльз Петті, 1 -й барон Шелберн
- Генрі Петті, 1 -й граф Шелберн
- Енн, дружина Томаса Фіцморіса, першого графа Керрі.

Ні Чарльз, ні Генрі не мали чоловічих проблем, і титул Шелберн перейшов до сина Анни Джона Петті, 1 -го графа Шелбернського, який узяв прізвище своєї матері і нащадки якого мають титул маркіза Ленсдаунського. Її онук Вільям Петті, 2-й граф Шелберн, похвалив її як жінку з сильним характером та розумом, єдину людину, яка могла б керувати її злим і тиранічним чоловіком.

## Економічні праці та теорії: огляд

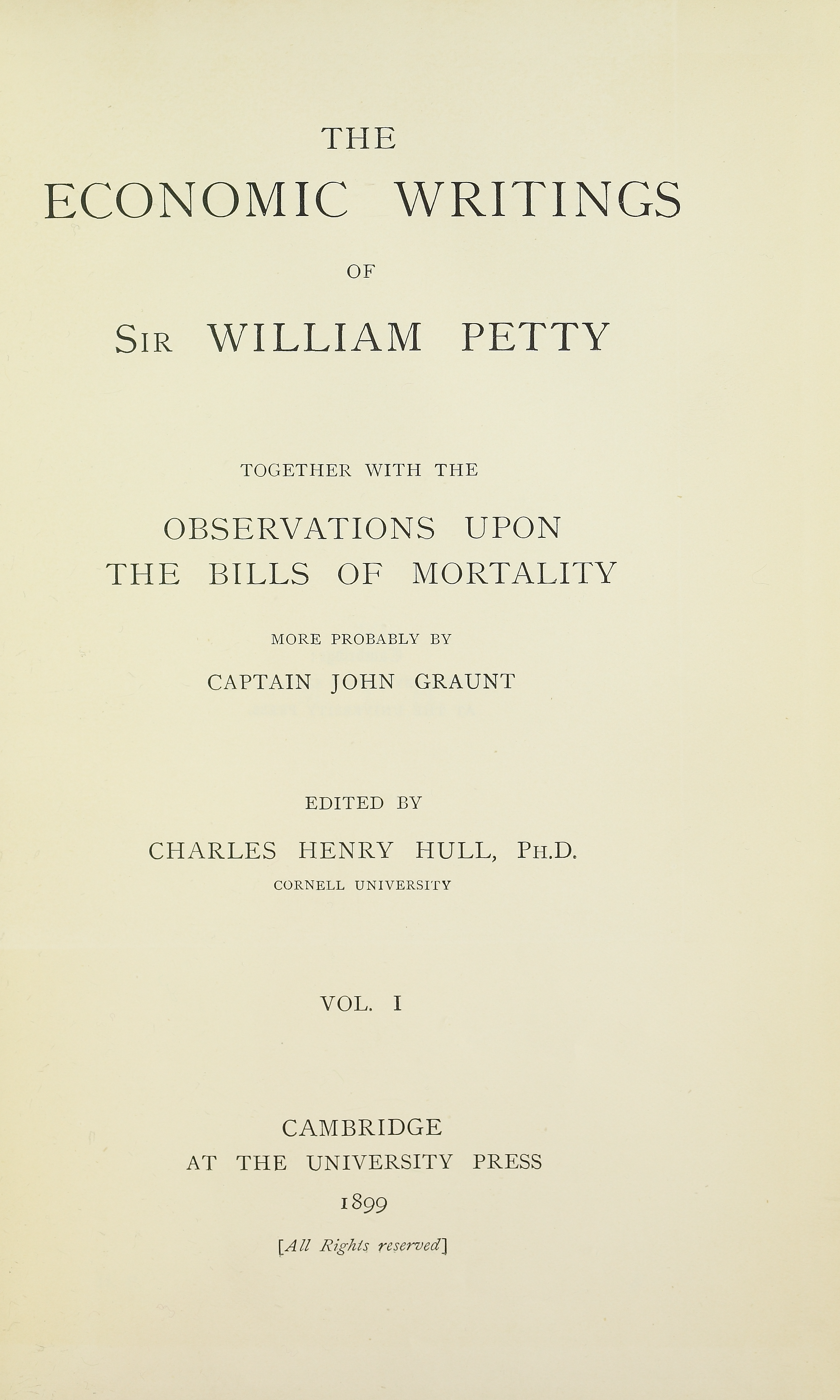
Економічні статті

Двоє людей вирішально вплинули на економічні теорії Петті. Першим був Томас Гоббс, для якого Петті був особистим секретарем. На думку Гоббса, теорія повинна викладати раціональні вимоги до «громадянського миру та матеріального достатку». Оскільки Гоббс зосередився на мирі, Петті вибрав процвітання. 
Вплив Френсіса Бекона також був глибоким. Бекон, і справді Гоббс, дотримувався переконання, що математика та почуття повинні бути основою всіх раціональних наук. Ця пристрасть до точності спонукала Петті до того, що він проголосив, що його наукова форма буде використовувати лише вимірювані явища і буде прагнути кількісної точності, а не спиратися на порівняння чи суперлативи, давши новий предмет, який він назвав «політичною арифметикою». Таким чином, Петті посів нішу як перший відданий економічний учений серед таких торговців-памфлетів, як Томас Мун або Джосія Чайлд, та вчених-філософів, які час від часу обговорювали економіку, як Джон Локк .
Він справді писав перед справжнім розвитком політичної економії. Таким чином, багато його претензій на точність мають недосконалу якість. Та все ж Петті написав три основні праці з економіки: «Трактат про податки та внески» (1662 р.), «Verbum Sapienti» (1665 р.) Та «Quantulumcunque щодо грошей» (1682 р.). Ці роботи, які отримали велику увагу в 1690-х роках, показують його теорії про основні сфери того, що згодом стане економікою. Далі йде аналіз його найважливіших теорій щодо фіскальних внесків, національного багатства, грошової маси та швидкості обігу, вартості, процентної ставки, міжнародної торгівлі та державних інвестицій.
Багато його економічних праць було зібрано Чарльзом Генрі Халлом 1899 року в «Економічних писаннях сера Вільяма Петті» .
Халл у своїй науковій статті "Місце Петті в історії економічної теорії" (1900) запропонував розділити економічні твори Петті на три (або чотири) групи:
- Перша група, написана після того, як Петті повернувся до Лондона після завершення свого "опитування вниз" в Ірландії, складається переважно з «Трактату про податки та внески» (написаний і вперше опублікований 1662 р.) та «Verbum Sapienti» (написаний 1665 р., надрукований 1691 р.). Ці тексти стосуються дискусій щодо фіскальних питань, що виникли після відновлення та витрат першої голландської війни .
- друга група — «Політична анатомія Ірландії» та «Політична арифметика». Ці тексти були написані приблизно через десять років в Ірландії. Як пише Халл, «прямий імпульс до їх написання прийшов з "Нинішнього штату Англії" доктора Едварда Чемберлейна, опублікованого 1669 року».
- Знову через десять років була написана третя група памфлетів, які були внесками в суперечку про те, чи є Лондон більшим містом, ніж Париж, і названі Халлом «Очерки політичної арифметики». Ця група памфлетів мала тісний зв'язок зі «Спостереженнями Джона Граунта над законопроєктами про смертність» у Лондоні.
- Quantulumcunque щодо грошей (написаний у 1682 р., надрукований 1695 р., а можливо, і 1682 р.), ймовірно, можна вважати належним до власної групи.

Наведений тут поділ використовувався вченими наприкінці ХХ століття.

## Фіскальні внески
Фінансові внески були основними турботами для політиків у 17 столітті, як вони залишаються з тих пір, оскільки мудра країна не витратила б вище своїх доходів. За часів Петті Англія вступила у війну з Голландією, і в перших трьох розділах Трактату про податки та внески Петті прагнув встановити принципи оподаткування та державних витрат, яких монарх міг би дотримуватися, вирішуючи, як зібрати гроші на війну. Петті перераховує шість видів державних зборів, а саме: захист, управління, пастирство людських душ, освіта, утримання безсилля різного роду та інфраструктури або речі загального блага . Потім він обговорює загальні та особливі причини зміни цих звинувачень. Він вважає, що є великі можливості для зменшення перших чотирьох державних зборів, і рекомендує збільшити витрати на догляд за людьми похилого віку, хворих, сиріт тощо, а також залучити уряд надлишкових осіб.
У питанні підвищення податків Петті був однозначним прихильником податків на споживання. Він рекомендував, щоб загалом податків було достатньо для задоволення різних видів державних зборів, які він перераховував. Вони також повинні бути горизонтально рівними, регулярними та пропорційними. Він засудив податки на опитування як дуже нерівні та акциз на пиво, як надмірне оподаткування бідних. Він рекомендував набагато вищу якість статистичної інформації, щоб справедливіше підвищувати податки. Імпорт слід оподатковувати, але тільки таким чином, щоб поставити його на рівні з національним товаром. Життєво важливим аспектом економік цього часу було те, що вони перетворювалися з бартерної економіки на економіку грошей. У зв'язку з цим, усвідомлюючи брак грошей, Петті рекомендує сплачувати податки у формах, відмінних від золота чи срібла, які, за його оцінками, складають менше 1 % національного багатства. Для нього надто велике значення приділялося грошам, «які загалом впливають на Царство … не [навіть] один до 100».

## Облік національного доходу
Зробивши вищезазначену оцінку, Петті ввів у перших двох розділах Verbum Sapienti перші ретельні оцінки національного доходу та багатства. Для нього було очевидно, що багатство країни не тільки в золоті та сріблі. Він розробив оцінку, що середній особистий дохід становить 6 13 фунтів стерлінгів на 4 дні на рік з населенням шість мільйонів, тобто національний дохід складе 40 мільйонів фунтів стерлінгів. Теорія Петті дала оцінки, дещо надійніші за інші, щодо різних складових національного доходу, включаючи землю, кораблі, особисті маєтки та житло. Потім він розрізняв акції (250 млн фунтів стерлінгів) та потоки, що випливають з них (15 млн фунтів стерлінгів). Невідповідність між цими потоками та його оцінкою національного доходу (40 млн. Фунтів стерлінгів) змушує Петті постулювати, що інші 25 млн. фунтів стерлінгів — це прибуток від того, що має становити 417 млн. фунтів стерлінгів праці, «вартості людей». Це дало загальне багатство Англії в 1660-х роках у розмірі 667 мільйонів фунтів стерлінгів.

## Статистик

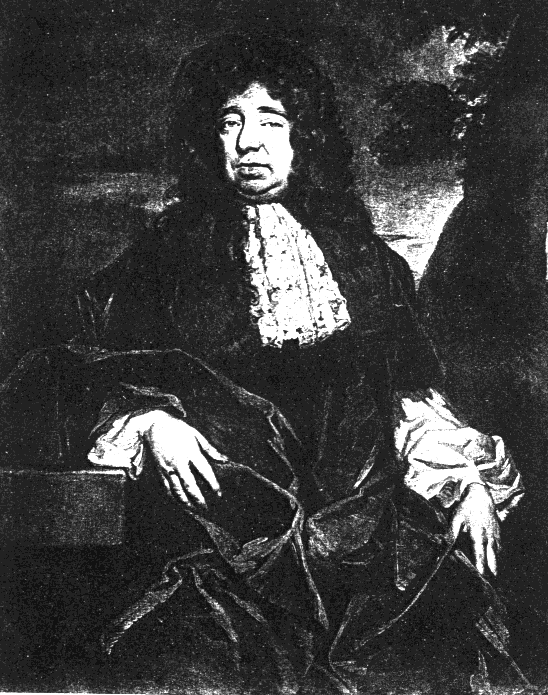
Сер Вільям Петті

Єдиний статистичний прийом Петті — це використання простих усереднень. За сучасними стандартами він би не вважався статистиком, але для того часу статистиком був уже той, хто використовував кількісні дані. Оскільки отримання даних перепису було важким завданням, якщо не неможливим, особливо для Ірландії, він застосував методи оцінки. Спосіб, за допомогою якого він робив оцінки чисельності населення, спочатку застосували до оцінки населення Лондона. Він зробив би це, оцінивши його за експортом або за смертністю. Його метод використання експорту — враховуючи, що збільшення експорту на 30 відсотків відповідає подібному пропорційному збільшенню населення. Він використав показник смертності, помноживши кількість смертей на 30 — оцінивши, що кожен тридцять людей помирає щороку. Щоб отримати населення всієї Англії, він помножить населення Лондона на 8. Таке просте використання оцінки давало можливості для зловживання й Петті неодноразово звинувачували у фальсифікації даних в інтересах Корони (Генрі Шпігель).

## Грошова маса та швидкість її обігу
Цю цифру запасу багатства протиставляли грошовій масі золота та срібла вартістю лише 6 млн фунтів стерлінгів. Петті вважав, що нації потрібна певна сума грошей для розвитку торгівлі. Отже, в економіці можна було мати занадто мало грошей, що означало б, що людям доведеться покладатися на бартер. Можливо також, що в економіці буде занадто багато грошей. Але актуальним питанням було, як він запитує у розділі 3 Verbum Sapienti, чи вистачить 6 мільйонів фунтів стерлінгів для розвитку торгівлі нації, особливо якщо король захоче зібрати додаткові кошти на війну з Голландією?

Відповідь для Петті полягала у швидкості обігу грошей. Передбачаючи кількісну теорію грошей, яку часто називають ініціатором Джона Локка, згідно з якою економічний випуск (Y) помножився на рівень цін (p) = грошова маса (MS) у рази зі швидкістю обігу (v), Петті заявив, що для досягнення економічного випуску збільшені для певного рівня грошової маси та рівня цін, «революції» мають відбуватися у менших колах (тобто швидкість обігу має бути вищою). Це можна зробити шляхом створення банку. Він чітко заявив у Verbum Sapienti «ні гроші не хочуть відповідати на всі сторони добре контрольованої держави, незважаючи на їх велике зменшення, що сталося протягом цих двадцяти років» і що більшою швидкістю є відповідь. Він також згадує, що у виконанні функцій грошей немає нічого унікального щодо золота та срібла, і що гроші є засобом досягнення мети, а не самою метою:
Також не важко було замінити гроші [золото і срібло] (якщо вони цього хотіли), що повинно бути еквівалентним їм. Бо гроші-це лише жир тіло політика, надто багато чого часто перешкоджає його спритності, так як надто мало викликає у нього хворобу … тому гроші в державі пришвидшують свою дію, харчуються з-за кордону в часи нестачі вдома . '
Що вражає в цих уривках його інтелектуальна строгість, які ставлять його далеко попереду меркантильні письменників на початку століття. Використання біологічних аналогій для ілюстрації його думки, тенденція, яку продовжували фізіократи у Франції на початку XVIII століття, також було незвичайним.

## Теорія вартості
Щодо цінності, Петті продовжив дискусію, розпочату Арістотелем, і вирішив розробити теорію вартості, засновану на вхідних даних: «усі речі повинні оцінюватися двома природними конфесіями, а саме землею та працею» (стор. 44). І те, і інше буде основним джерелом оподатковуваного доходу . Як і після нього Річард Кантильон, він прагнув розробити якесь рівняння або номінал між «матір'ю і батьком» виробництва, землі та праці, і відповідно виразити цінність. Він все ще включав загальну продуктивність, своє «мистецтво та промисловість». Він застосував свою теорію вартості до оренди. Природна оренда землі — це перевищення того, що робочий виробляє на ній за рік над тим, що він сам з'їв і обміняв на найнеобхідніші речі. Тому прибуток перевищував різні витрати, пов'язані з факторами виробництва.

## Процентна ставка
Природна ставка ренти пов'язана з його теоріями про лихварство. У той час багато релігійних письменників засуджували стягнення процентів як гріховне. Петті також брав участь у дискусії щодо лихварства та процентних ставок, розглядаючи це явище як винагороду за терпимість з боку кредитора. Включаючи свої теорії вартості, він стверджував, що при досконалій безпеці процентна ставка повинна дорівнювати орендній платі за землю, яку міг би придбати принципал, — знову ж таки, завчасне розуміння того, що згодом стане результатами загальної рівноваги. Там, де безпека була більш «випадковою», прибуток повинен бути більшим — віддача за ризик. Встановивши виправдання для самого лихварства, терпіння, він потім демонструє свої гоббсівські якості, виступаючи проти будь-якого державного регулювання процентної ставки, вказуючи на «марнославство та безпліддя ухвалення позитивних цивільних законів проти законів природи».

## Laissez-faireуправління
Це одна з основних тем творів Петті, узагальнена його використанням фрази vadere sicut vult, звідки ми отримуємо laissez-faire . Як згадувалося раніше, мотив медицини також був корисний Петті, і він попередив від надмірного втручання уряду в економіку, розцінюючи це як аналог того, як лікар надмірно втручається у свого пацієнта. Він застосував це до монополій, контролю за експортом грошей та торгівлею товарами. Для нього вони були марними і шкідливими для нації. Він визнав цінові наслідки монополій, наводячи як приклад монополію солі на французького короля. В іншій роботі « Політична арифметика» Петті також визнав важливість економії на масштабах. Він описав явище поділу праці, стверджуючи, що товар є і якіснішим, і дешевшим, якщо над цим працює багато. Петті сказав, що прибуток більший, «чим більше виробництво».

## Обмін валют та контроль торгівлі
Щодо витікання сорту, Петті вважав марним намагатися його контролювати, і небезпечним, оскільки це дозволило б купцям вирішувати, які товари нація купує за меншу суму грошей. Він зазначив у Quantulumcunque щодо грошей, що країни, що мають велику кількість золота, не мають таких законів, що обмежують вид . Щодо експорту в цілому, він розцінював такі приписи, як нещодавні акти парламенту, що забороняють експорт вовни та пряжі, як «важкі». Подальші обмеження «завдадуть нам удвічі більшої шкоди, ніж втрата нашої зазначеної Торгівлі» (стор. 59), хоча і з поступкою, що він не є експертом у вивченні торгівлі вовною.
Щодо заборони імпорту, наприклад, з Голландії, такі обмеження лише сприяли підвищенню цін і були корисними лише в тому випадку, якщо імпорт значно перевищував експорт. Петті побачив набагато більше користі в поїздках до Голландії та вивченні будь -яких навичок, ніж у спробах протистояти природі. Уособлюючи свою точку зору, він вважав за краще продавати тканину для «розпусти» іноземних вин, а не залишати сукняників без роботи.

## Розподіл праці
У своїй «Політичній арифметиці» [Архівовано 5 листопада 2020 у Wayback Machine.] Петті зробив практичне дослідження поділу праці, показавши його існування та корисність у голландських верфях. Класично робітники на верфі будували кораблі як одиниці, закінчуючи одне перед тим, як починати інше. Але голландці організували це з кількома командами, кожна з яких виконувала однакові завдання для наступних кораблів. Люди, які мають виконати певне завдання, повинні були відкрити нові методи, які лише пізніше були помічені та виправдані авторами про політичну економію .
Петті також застосував цей принцип до свого огляду Ірландії. Його проривом було розділити роботу так, щоб значну її частину могли виконувати люди без великої підготовки.

## Міське суспільство
Петті спрогнозував зростання міста Лондона і припустив, що він може проковтнути решту Англії — не так далеко від того, що насправді сталося:
Тепер, якщо місто подвоїть своїх жителів за 40 років, а нинішня їхня кількість становитиме 670 000, а якщо вся територія становитиме 7 400 000 і подвоїться за 360 років, як зазначено вище, то за підписаною таблицею видно, що 1840 р. Н.е. Місто становитиме 10 718 880, а населення всієї країни — лише 10 917 389, що, однак, незначно більше. Тому є певним і необхідним, що зростання міста має припинитися до зазначеного 1840 року і досягне найбільшої висоти в наступному попередньому періоді, 1800 році нашої ери, коли кількість міст буде у вісім разів більшою за його нинішню кількість, 5 359 000. І коли (крім зазначеної кількості) буде 4 466 000 для виконання обробітку ґрунту, пасовищ та інших сільських робіт, які необхідно виконати без зазначеного міста.
Він уявляв собі майбутнє, у якому «місто Лондон у сім разів більше, ніж зараз, і що його жителі складають 4 690 000 осіб, а у всіх інших містах, портах, селищах і селах є лише 2 710 000 осіб». Він очікував цього близько 1800 року, екстраполюючи існуючі тенденції. Задовго до Мальтуса він помітив потенціал збільшення людського населення. Але він також не бачив причин, чому таке суспільство не повинно бути процвітаючим .

## Підсумки та спадщина
Вищесказане показує внесок, який Петті зробив у теоретичних питаннях, які з тих пір домінують у пізнішій темі економіки. Він висвітлював такий широкий спектр тем відповідно до свого методу політичної арифметики, тобто, подібно до сучасних економістів, він вирішив довести свої твердження шляхом пошуку даних та статистики, а не спираючись на анекдотичні докази. Він писав строго, але також лаконічно і з гумором. Питання, над якими думав і писав Петті, є головними темами, які з тих пір мучать уми економічних теоретиків.
Він вплинув не тільки на наступних наступників, таких як Річард Кантильон, але і на деяких найбільших умів економіки, включаючи Адама Сміта та Джона Мейнарда Кейнса . З Адамом Смітом він поділяв світогляд, який вірив у гармонійний світ природи. Паралелі в їх канонах оподаткування уособлюють їх спільну віру в природну свободу та рівність . Вони обидва побачили переваги спеціалізації та розподілу праці . Крім того, Сміт і Петті розробили трудові теорії вартості, як і Девід Рікардо, Генрі Джордж і Карл Маркс у 19 столітті.
Сміт нічого не сказав про Петті в «Багатстві націй» . У його опублікованих працях немає нічого окремого для посилання в листі до лорда Шелберна, одного з аристократичних нащадків Петті. Петті продовжував здійснювати вплив. Карл Маркс, як і Петті, вважав, що загальні зусилля, докладені сукупністю простих робітників, представляють набагато більший внесок в економіку, ніж визнають сучасні ідеї. Це переконання привело Петті до висновку, що праця вважається найбільшим джерелом багатства в королівстві. На противагу цьому, висновки Маркса полягали в тому, що надлишок праці є джерелом усього прибутку, і що робітник відчужений від свого надлишку, а отже, і від суспільства. Висока повага Маркса до Адама Сміта знайшла своє відображення у його розгляді аналізу Петті, про що свідчать незліченні цитати у його головній праці « Das Kapital» . Джон Мейнард Кейнс також писав у часи масових розладів, оскільки безробіття було надзвичайно поширеним, а економіка стагнувала протягом 1930 -х років. Він показав, як уряди можуть управляти сукупним попитом для стимулювання виробництва та зайнятості, так само, як Петті робив із простішими прикладами у 17 столітті. Простий мультиплікатор Фетті від 100 до 100 рук був доопрацьований Кейнсом і включений у його модель.

## Публікації
- 1647: Поради Хартлібу
- 1648 р.: Декларація про нещодавно винайдене мистецтво подвійного письма
- 1659: Процес між Санкі і Петті
- 1660: Роздуми про Ірландію
- 1662: Трактат про податки та внески (пізніші видання: 1667, 1679, 1685 тощо).))
- Політична арифметика посмертно. (прибл. 1676, паб. 1690)
- Verbum Sapienti posthum. (1664, паб. 1691)
- Політична анатомія Ірландії посмертно. (1672, паб. 1691)
- Quantulumcunque Що стосується грошей («щось, будь то таке маленьке, про гроші»)[24] посмертно. (1682, публікація 1695)[25]
- Есе про примноження людства . (1682)